# Jüdische Gemeinde Sörgenloch

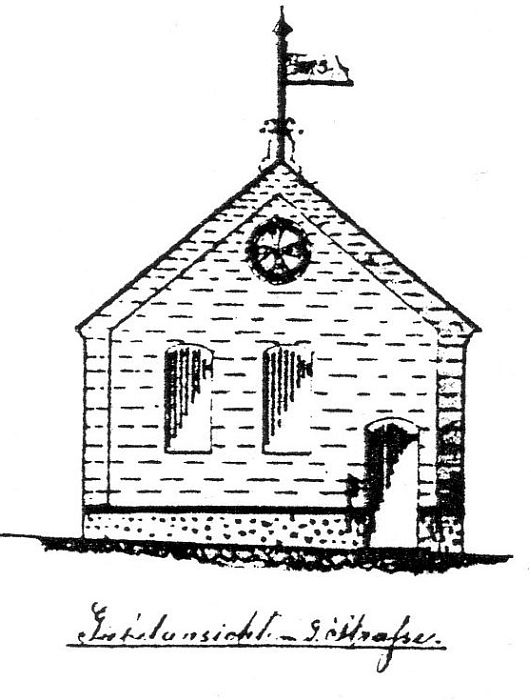
Zeichnung der Synagoge in Sörgenloch vom Architekten Heinrich Raab aus dem Jahr 1893

Die Jüdische Gemeinde in Sörgenloch, einer Ortsgemeinde im Landkreis Mainz-Bingen in Rheinland-Pfalz, entstand im 18. Jahrhundert und existierte bis in die 1920er Jahre.

## Geschichte
Die Jüdische Gemeinde Sörgenloch besaß eine 1893 errichtete Synagoge und einen Friedhof, der um 1880 angelegt wurde. 
In den 1920er Jahren wurde die jüdische Gemeinde aufgelöst und die wenigen noch in Sörgenloch lebenden jüdischen Personen schlossen sich der jüdischen Gemeinde in Nieder-Olm an. 
Im Jahr 1933 wohnten nur noch zwei jüdische Personen in Sörgenloch. Die letzte jüdische Einwohnerin hatte 1940 nach Saulheim geheiratet und konnte noch kurz vor Beginn der Deportationen im Jahr 1942 emigrieren.
Das Gedenkbuch des Bundesarchivs verzeichnet zwei in Sörgenloch geborene jüdische Bürger, die dem Völkermord des nationalsozialistischen Regimes zum Opfer fielen: Emma Klara Michel geb. Wolf (geboren 1882), Ernst Schlösser (geboren 1884).

## Gemeindeentwicklung
| Jahr    | Gemeindemitglieder |
| ------- | ------------------ |
| um 1804 | 26                 |
| 1824    | 24                 |
| 1861    | 45                 |
| 1900    | 13                 |
| 1937    | 15                 |